# Amicromias platanegrachei
Amicromias platanegrachei – gatunek chrząszcza z rodziny ryjkowcowatych i podrodziny Entiminae.
Gatunek ten opisany został w 2017 roku przez Romana Borovca, George’a Kakiopoulousa i Christopha Germanna, na podstawie pojedynczej samicy odłowionej w 2016 roku we wsi Ano Klidonia. Epitet gatunkowy nadano na cześć hiszpańskiego koleopterologa, Paulino Platy Negrache.
Chrząszcz o ciele długości 2,67 mm, ubarwiony czarniawo z rudobrązowymi czułkami i odnóżami oraz szarawymi długo-owalnymi i jasnobrązowymi krótko-owalnymi łuskami na pokrywach. Głowę i przedplecze gęsto porastają sterczące, smukłe, zakrzywione u wierzchołków łuski, natomiast brak na tych częściach ciała łusek przylegających. Szeroki i krótki ryjek jest w nasadowej ⅓ wyraźnie zwężony ku przodowi, a dalej o bokach prawie równoległych, w widoku grzbietowym wklęsłych. Czułki cechują trzonki u wierzchołka w 90% tak szerokie jak buławki. Owalne pokrywy mają międzyrzędy 3–4 razy szersze niż rzędy. Przednie odnóża cechują golenie pięciokrotnie dłuższe niż pośrodku szerokie, o wierzchołku rozszerzonym po stronie wewnętrznej i prostym po zewnętrznej oraz tak szerokim jak środek długości. 
Owad endemiczny dla Grecji, znany tylko z góry Tymfi. Spotykany w sąsiedztwie makii i pastwisk.